# Antiochus und Stratonica
L’Amore Ammalato. Die kranckende Liebe, oder: Antiochus und Stratonica ist eine Barock-Oper in drei Akten von Christoph Graupner (Musik) auf ein Libretto von Barthold Feind nach Vorlagen von Luca Assarini, Thomas Corneille und Talander. Sie handelt von der Liebe des Seleukiden-Prinzen Antiochus zu seiner Stiefmutter Stratonica. Die Uraufführung fand 1708 in der Oper am Gänsemarkt in Hamburg statt.
Die Oper ist vorwiegend in deutscher Sprache geschrieben, enthält aber auch einige Arien in italienischer Sprache.

## Handlung

### Erster Akt
Mit Statuen geschmückte Zaubergrotte
Szene 1. Die persische Prinzessin Mirtenia beschwört mit Negrodorus und anderen Magiern den Dämon Astaroth um einen Zauber, durch den sich der Reichsschatzmeister Demetrius in Mirtenia verlieben soll. Geister erscheinen und machen sich auf, Demetrius zu holen.
Szene 2. Der assyrische König Seleucus, seine Frau zweiter Ehe Stratonica, sein Sohn erster Ehe Antiochus und der makedonische Gesandte Hesychius kommen, um Mirtenias Zauberspiel zu bewundern. Die Geister bringen nun den mit Wolken verhüllten schlafenden Demetrius. Als Mirtenia ihn weckt, glaubt er, im Paradies zu sein und sieht in Mirtenia einen Engel. Die Statuen werden lebendig und tanzen. Demetrius wird wieder in Schlaf versetzt und fortgebracht. Seleucus, Stratonica und Hesychius äußern Beifall zum Spiel. Nur Negrodorus bemängelt das Fehlen eines Narren – eine Anspielung auf die damalige Praxis an der Gänsemarktoper, auch in ernste Opern eine komische Person auftreten zu lassen: „Und sind die Opern noch so schön, Wenn Arlechino nicht Sein Ampt dabei verricht, So können sie doch nicht bestehn. Ein Thor muß seines gleichen sehn.“
Ein Teil von Demetrius’ Garten
Szene 3. Demetrius schläft in seinem Garten auf einer Rosenbank. Als er erwacht, versichern seine Ehefrau Ellenia und Mirtenia ihn gleichzeitig ihrer Liebe. Er kann sich jedoch nicht für eine von ihnen entscheiden.
Szene 4. Seleucus, Stratonica, Antiochus und Negrodous treten mit großem Gefolge auf. Seleucus und Stratonica besingen ihre gegenseitige Liebe.
Szene 5. Hesychius bringt einen Brief an die Königin von ihrem Vater, dem makedonischen König Demetrius, in dem er ihr mitteilt, dass ihr Feind Alexander endlich besiegt worden sei. Alle bis auf Negrodorus, dem jegliches Blutvergießen verhasst ist, und Antiochus, der unglücklich in seine Stiefmutter Stratonica verliebt ist, wollen feiern.
Szene 6. Ellenia erscheint mit ihren Hofdamen, Kavalieren und amerikanischen Mohren, um an der Feier teilzunehmen.
Der hintere Teil des Gartens mit einem Vogelhaus in der Mitte
Szene 7. Antiochus klagt über seine unglückliche Liebe.
Szene 8. Ellenia wirft Demetrius Untreue vor. Er beteuert jedoch seine Unschuld, die ihm Ellenia schließlich glaubt.
Szene 9. Nachdem sie gegangen ist, versucht Mirtenia vergeblich, Demetrius zu verführen. Sie verschwinden hinter einer Laube.
Szene 10. Ellenia kommt mit Negrodorus zurück und hört Demetrius hinter der Laube mit Mirtenia reden. Sie weiß nicht, was sie davon halten soll. Negrodorus beschließt den ersten Akt mit einem Kommentar über die Macht der Frauen.

### Zweiter Akt
Prächtig geschmücktes Zimmer mit Balustraden und Balkons im königlichen Palast
Szene 1. Antiochus spielt in seinem Palastzimmer schwermütig mit einem Vogel. Wie der Vogel in einem Netz gefangen wurde, hat auch er sich im Netz der Liebe verstrickt. Er lässt den Vogel frei.
Szene 2. Hesychius und Stratonica kommen und fragen ihn nach dem Grund für seine Traurigkeit.
Szene 3. Negrodorus bringt eine Einladung des Königs zum Essen.
Szene 4. Stratonica fühlt ebenfalls starke Zuneigung zu Antiochus, ist jedoch durch ihre Ehe mit Seleucus gebunden.
Szene 5. Ellenia beobachtet, wie Mirtenia Demetrius’ Hand hält. Als es zu einer Umarmung kommt, greift sie ein.
Szene 6. Demetrius weist Ellenia zurück und behauptet, sie jetzt zu hassen.
Szene 7. An der königlichen Festtafel sitzen Seleucus, Stratonica und Antiochus.
Szene 8. Demetrius, Mirtenia, Ellenia und Hesychius setzen sich an einen anderen Tisch. Negrodorus dagegen hat einen eigenen Tisch und genießt den Wein. Nach einem kurzen Streit zwischen Demetrius und Ellenia verwandelt Mirtenia das Zimmer in den Garten vor ihrem fliegenden Zauberschloss.
Ein Feld vor Damaskus mit dem Zauberschloss; in der Ferne Hügel und Bäche
Szene 9. Geister tragen eine Weltkugel durch die Wolken. Daraus gehen die von Flora, Ceres, Bachus und Vulcanus dargestellten vier Jahreszeiten hervor und werden von Amouretten umspielt. Anschließend verschwinden alle wieder in der Kugel.
Szene 10. Negrodorus beschwört ein Gespenst in Gestalt einer Frau. Als er sie berühren möchte, verschwindet sie. Daraufhin erscheinen nacheinander ein Affe, ein feuerspeiender Drache und ein Riese. Er deutet das als Gleichnis für die Entwicklung der Liebe: „Ein Verliebter buhlt mit Schatten, Nichts ist alle Löffeley Als der Gecken Aefferey. Bey dem Argwohn speyt er Feuer, Und wird gar ein Ungeheuer Kömmt der Eyffer ihm zu statten.“
Szene 11. Antiochus gerät aus Sehnsucht nach der für ihn unerreichbaren Stratonica in Raserei.
Szene 12. Demetrius, Hesychius, Seleucus und Stratonica kommen, können ihm aber nicht helfen.
Szene 13. Seleucus sorgt sich um seinen Sohn.

### Dritter Akt
Der Marktplatz von Damaskus vor einem Tempel; ein Obelisk mit zwei Springbrunnen und Statuen; ein kleines Scharlatan-Theater
Szene 1. Ellenia ist von den drei Leidenschaften Tugend, Rache und Güte hin- und hergerissen.
Szene 2. Demetrius fordert sie auf, ihn zu verlassen, weil er sie nicht mehr liebe.
Szene 3. Auf dem Markt bietet Negrodorus, gekleidet als tartarischer Scharlatan, Wundermittel gegen alle möglichen Krankheiten an. Ein Chor von Quacksalbern macht ihm Konkurrenz und jagt ihn schließlich davon.
Szene 4. Stratonica, Seleucus und Hesychius sorgen sich um Antiochus. Sie beschließen, das Orakel zu befragen.
Schlafgemach mit einem prächtigen Alkoven
Szene 5. Auf seinem Bett sehnt sich Antiochus nach Stratonica und bereitet sich auf den Tod vor.
Szene 6. Seleucus, Hesychus und Stratonica kommen ins Zimmer. Als Antiochus die Augen schließt, wird er von den anderen für tot gehalten. Dann schlägt er doch wieder die Augen auf und ruft Stratonicas Namen. Die anderen machen sich auf den Weg, die Orakel-Priester zu holen.
Szene 7. Hesychius jedoch hat bemerkt, dass die Ursache für Antiochus’ Leiden in seiner Liebe zu Stratonica liegt.
Szene 8. Im Tempelhof bereitet sich Ellenia mit ihren drei kleinen Kindern Flavia, Fila und Medor auf den Abschied von Demetrius vor. In Trauerkleidung wollen sie das Land verlassen.
Szene 9. Als Demetrius kommt, flehen Ellenia und die Kinder ihn an, zu ihnen zurückzukehren. Demetrius ist gerührt. Mirtenia kommt hinzu. Ellenia zieht ein Stilett, um sie zu erstechen, aber Demetrius nimmt es ihr ab. Sein Wunsch, wenigstens seinen Sohn Medor bei sich behalten zu können, wird von diesem abgelehnt. Sie verabschieden sich.
Szene 10. Demetrius weist Mirtenia darauf hin, wie schwer es für ihn sei, sich von seinen Kindern trennen zu müssen. Sie wirft ihm Schwäche vor.
Das Innerste des Tempels mit einem Altar und einer Feuersäule im dunklen Hintergrund
Szene 11. Im Tempel bereiten Seleucus, Stratonica, Mirtenia und Demetrius das Opfer vor, durch das Antiochus gerettet werden soll. Nachdem ein Hahn geopfert wurde, befiehlt eine Stimme, den Arzt Erasistratus zu holen.
Szene 12. Elenia erzählt Seleucus, dass sie von Demetrius verlassen wurde und bittet ihn um Hilfe.
Großes Vorzimmer des königlichen Palasts, im asiatischen Stil geschmückt; an einer Seite ein Bett mit Pavillon

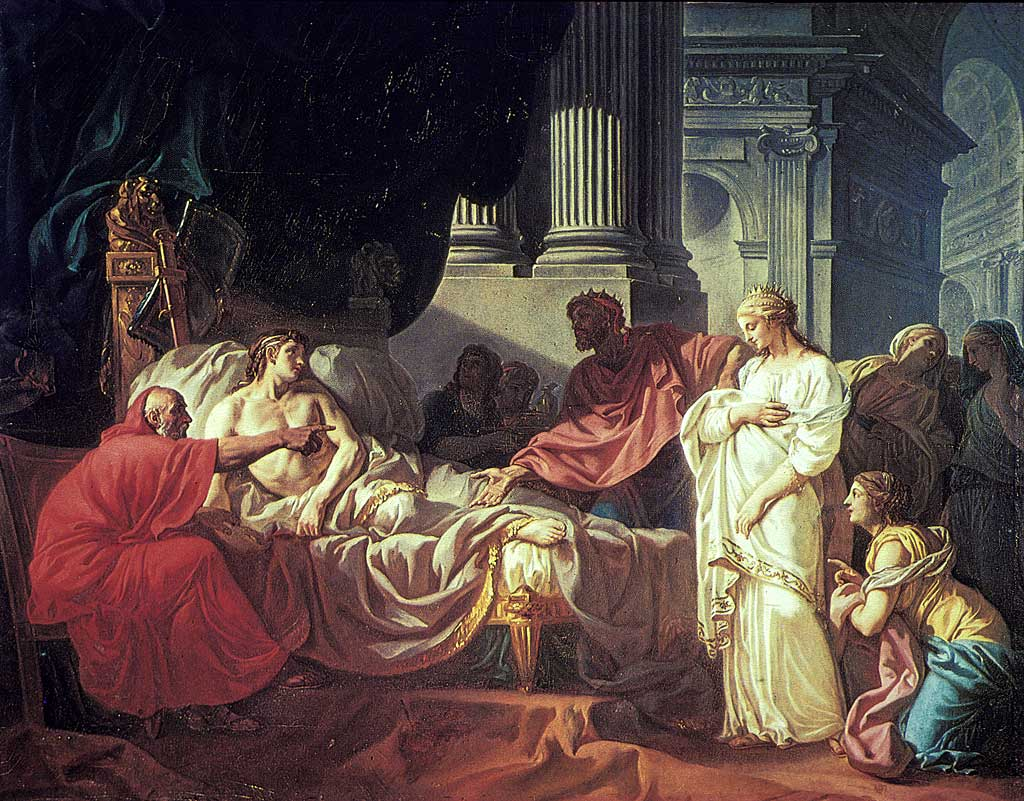
Erasistratos erkennt den Grund von Antiochus’ Leiden
Gemälde von Jacques-Louis David 1774

Szene 13. Auf einem Lehnsessel sitzend beklagt Antiochus seine unglückliche Liebe.
Szene 14. Seleucus, Stratonica, Demetrius und der Arzt Erasistratus kommen herein. Letzterer ist niemand anderes als der Gesandte Hesychius, der in seiner Funktion als Leibarzt einen anderen Namen verwendet. Er behauptet, der Grund für Antiochus’ Krankheit sei seine Liebe zu Egeria. Weil er diese aber selbst kürzlich geheiratet habe, könne nur noch der Tod helfen.
Szene 15. Seleucus bittet Erasistratus, Egeria freizugeben, um Antiochus zu retten. Aber selbst das Angebot, ihn in den Fürstenstand zu erheben, wird von diesem abgelehnt. Seleucus solle sich nur vorstellen, welchen Kummer es ihm bereiten würde, sich von seiner Frau trennen zu müssen. Seleucus schwört daraufhin, er sei durchaus bereit, sich für das Leben seines Sohnes von Stratonica zu trennen. Darauf erklärt Erasistratus, dass Antiochus tatsächlich in Stratonica und nicht in Egeria verliebt sei.
Szene 16. Seleucus bittet Stratonica, sich von ihm zu trennen und stattdessen Antiochus zu heiraten.
Szene 17. Vor dem versammelten Volk vermählt Seleucus seinen Sohn mit seiner ehemaligen Ehefrau. Antiochus erholt sich endlich wieder. Hesychius/Erasistratus wird zum Lohn in den Adelsstand erhoben und erhält Mirtenia zur Frau. Seleucus befiehlt ihr, den Liebeszauber von Demetrius zu lösen, damit dieser wieder zu seiner Frau Ellenia zurückkehrt. Negrodorus behauptet, er habe sich selbst schon Hoffnungen auf Ellenia gemacht und möchte nun wenigstens als Leibarzt aufgenommen werden. Demetrius nimmt Ellenia wieder an, und auch Mirtenia akzeptiert das Gebot des Königs.

## Aufführungsgeschichte
Bei der Uraufführung dieser Oper 1708 debütierte die Sopranistin Margaretha Susanna Kayser in der Rolle der Mirtenia an der Hamburger Gänsemarktoper.
In neuerer Zeit war eine szenische Aufführung für das Boston Early Music Festival 2009 vorgesehen. Aus finanziellen Gründen wurde diese erst auf 2011 und dann auf 2013 verschoben. Jedoch fand die Aufführung auch 2013 nicht statt. 2020 erschien schließlich in Koproduktion mit Radio Bremen eine CD-Einspielung der vollständigen Oper mit der Capella Ansgarii und dem Boston Early Music Festival Orchestra unter der Leitung von Paul O’Dette und Stephen Stubbs. Die Solisten waren Harry van der Kamp (Seleucus), Hana Blažíková (Stratonica), Christian Immler (Antiochus), Aaron Sheehan (Demetrius), Sherezade Panthaki (Ellenia), Sunhae Im (Mirtenia), Jesse Blumberg (Hesychius) und Jan Kobow (Negrodorus).